# Vussa
Vussa war ein kleines Längenmaß in Delhi und Surat. Genutzt wurde es von Holzhändlern.
- 1 Vussa = 3,45 Zentimeter
- 20 Vussas = 1 Viswassee = 1 Göss = 305,883 Pariser Linien = 0,69002 Meter (27 1/6 Zoll)
  - 1 Viswassee = 1/20 Vussa = 1/400 Guz[1] = 0,1725 Zentimeter[2]